# Fem-böckerna
Fem-böckerna är en serie ungdomsböcker skrivna mellan 1942 och 1963 av den brittiska författaren Enid Blyton. De svenska översättningarna utgavs på förlaget Rabén & Sjögren mellan 1954 och 1964.

## Beskrivning
Böckerna handlar om fyra barn och en hund och räknas därför inklusive hunden som ett gäng med fem medlemmar. Barnen heter Julian, Dick, Anne och George. Julian, Dick och Anne är syskon medan George är deras kusin. George heter egentligen Georgina och är en flicka och inte en pojke som namnet antyder. Hon kallar sig själv George och klär sig i kläder som pojkar brukar bära eftersom hon egentligen vill vara en pojke. Ett vanligt inslag i böckerna är att andra tror att hon är en pojke på grund av hennes utseende och sätt att vara. Hunden heter Tim och är Georges hund. På omslagen på de böcker som trycktes i Sverige under 1970-talet avbildas han som en golden retriever. I de engelska originalupplagorna liksom i några filmer är dock Tim en betydligt mindre hund av helt annan hundras och snarast av blandras. Att Tim är av blandras nämns i Fem och kidnapparna.
Julian och Dick framstår alltid som två väldigt modiga pojkar, vilka dessutom gärna ger sig in på farliga uppdrag. Julian är den lugne i Fem-gänget och tar ofta på sig rollen som ledare. Dick är mer ivrig och frank. Anne är ofta den som blir rädd för farliga saker. Hon vill egentligen helst vara hemma i lugn och ro och undvika att hamna i farligheter. Ändå kan hon mitt i alltihop inte låta bli att uppleva äventyren även om hon ofta blir rädd. Hon åtar sig ofta hushållssysslor och lagar gärna mat åt de andra. George är betydligt mer äventyrlig. Hon vill i ställe göra olika saker som pojkar gör. George är också lite upprorisk och kan bli väldigt arg om hon inte får sin vilja igenom. Raseriutbrotten liknar de som hennes tankspridde pappa, forskaren farbror Quentin också får när han blir störd. Farbror Quentin lever i sin egen värld och glömmer måltider och ibland att barnen ska bo i Kirrin under loven. Enid Blyton medgav i senare intervjuer att George i mångt och mycket var baserad på henne själv som barn.

## Vanliga händelser i böckerna
Tillsammans upplever de ofta olika former av äventyr. Barnen är alltid på skollov, men hamnar snart mitt i något mysterium. Bara fyra böcker utspelar sig då barnen är i hemmet, och i de resterande 17 är de på utflykt eller bortresta. I 18 av de 21 böckerna får barnen kontakt med ett annat barn. Mysteriet inleds då barnen blir misstänksamma på osympatiska personer eller blir vittnen till underliga händelser. Barnen gör egna undersökningar för att få en förklaring till dessa. Grottor och olika hemliga gångar är vanliga i dessa mysterier. Ofta (i 13 böcker) blir barnen eller några av barnen inspärrade av de skurkar de stöter på och de undgår att bli tillfångatagna i 7 böcker. Tim hotas till livet i 6 böcker. Tim har en huvudroll och räddar ofta barnen genom sitt rådiga ingripande eller genom sin förmåga att hitta vägen. Barnen besegrar alltid brottslingarna som grips av polisen och upplösningarna slutar alltid lyckligt. I berättelserna spelar ofta platsernas historia en roll och ofta finns en äldre person som berättar för barnen om spännande händelser i traktens historia.

## Miljö
Handlingen i böckerna utspelar sig i fyra av böckerna i det lilla brittiska samhället Kirrin vid kusten, där George och hennes familj bor, och dit Georges kusiner kommer på besök under skolloven. Ofta ger sig barnen ut på egen hand för fotvandra, cykla, campa eller tillbringa lovet på annan ort och flera böcker utspelar sig på de stora hedarna i England. Böcker på hedarna är Fem stoppar spöktåget, Fem befriar flygarna och Fem på mystiska heden och Fem på fotvandring. Andra utspelar sig vid havkusten och där spelar tidvatten, grottor, fyrar och vrakplundrare och smugglare en roll i berättelserna.
Utanför Kirrin ligger Kirrin-ön, som tillhör familjen Kirrin. Det refereras ibland till ön som Georges ö, men hennes mor Fanny Kirrin äger fortfarande ön formellt. Ön har en gammal slottsruin med fängelsehålor, där vissa äventyr utspelar sig. Kirrin-ön med sitt slott ska vara baserat på Corfe Castle i Dorset i Storbritannien, en liten ort med ett slott på halvön Isle of Purbeck.

## Könsroller
Böckerna har under årens lopp blivit mycket populära bland barn, men de har också fått en hel del kritik men mest av vuxna. Kritiken har ibland grundats på de könsroller som märks i böckerna. Det är oftast Anne som får ta hand om hushållssysslorna men ibland med hjälp av de andra. Julian och Dick tar oftast på sig de farligare uppgifterna ibland bakom ryggen på George. Ibland gör därför George ibland saker på egen hand som Julian och Dick inte vet om. Det är alltså inte bara pojkarna som hela tiden är modiga. George bryter definitivt och drastiskt mot dessa stereotyper. Julian och Dick framställs ofta som mycket väluppfostrade ungdomar, då de ständigt är mycket artiga mot alla de träffar och ibland är de det till och med mot otrevliga människor. Blyton har även kritiserats för sin aningslösa samhällssyn.

## Översättningar
Under perioden 1954-1960 hade de sjutton första femböckerna översatts till svenska av Ingegerd Lindström. Samtliga böcker gavs ut i nyöversättningar av Kerstin Lennerthson med början 1973 och pågick decenniet ut. I några utgåvor står hon som Kerstin Apell, vilket grundar sig på det faktum att hon 1976 ingick i ett äktenskap som blev mycket kortvarigt. De diskriminerande benämningarna zigenare kallas kumpaner och karlar i Lennerthsons version. Lennerthson minskade också Blytons skildringar av Annes flicksysslor för att äventyren lättare skulle tilltala unga i Sverige. Lennerthson förenklade syntaxen och gjorde en del omfattande strykningar så att texten blev nära 20 % kortare. Möjligen genomfördes strykningarna i vissa fall i efterhand på förlaget, efter att Lennerthson redan översatt verken, Det skulle kunna förklara en påtaglig och egenartad brist på rytm som präglar i synnerhet de första delarna av den nyöversatta serien. I dessa finns återkommande upprepningar, mest av personnamn eller personliga pronomen. Vissa verb upprepas på ett för svenskan avvikande sätt. I de första böckerna i serien finns också flera upprepade anglicismer – bland annat stirrar folk iögonenfallande ofta. Denna kantighet försvinner i de senare böckerna i serien, där Lennerthsons prosa är smidigare.
Ett annat ingrepp var att man försökte döpa om ortsnamn i några av böckerna, bland annat Fem på fotvandring i översättningen 1975. Möjligen var motivet för detta ett försök att komma till rätta med engelska dubbeltydigheter, men följden för den som läste hela bokserien blev tämligen förvirrande, då engelska och svenska ortsnamn växlar från bok till bok. Då serien skulle ges ut lagom till 50-årsjubileet av den första svenska upplagan 2004 genomgick Lennerthsons texter viss bearbetning och modernisering till exempel av klädbeskrivningar.

### Översättningen av Fem går i fällan
Eftersom boken har två översättningar och just denna boks översättningar har granskats i en mastersuppsats kan översättningen av denna bok granskas mera i detalj. Maria Källquists mastersuppsats har titeln En förvandlad text Nyöversättning och modernisering av Enid Blytons Fem går i fällan.
I den ursprungliga översättningen av boken är zigenarflickan Jo en huvudperson. Hennes pappa pressar henne att hjälpa till vid inbrottet hos barnen. Jo ångrar sig och fattar stort tycke för Dick och hjälper barnen med att klara av att befria Georg från hennes fångenskap, även om detta innebär att hennes pappa kommer att bli straffad. Berättelser skildrar alltså inte alla romer som skurkar utan bokens hjältinna är också rom. Att ta bort romerna ur boken förändrar därför bokens innehåll. Jo finns med i ytterligare två berättelser om de fem. Hon spelar en huvudroll i båda de andra böckerna också.
Om översättningen mest fokuserar på mottagaren (läsarna) istället för att återge texten, kan det orsaka problem för berättelsen. De olika karaktärernas inbördes förhållanden förändras lätt och berättelsen röda tråd kan påverkas. Uppdraget vid nyöversättningen var främst att rensa bort de etniskt diskriminerande kommentarerna om romerna där de kallas för zigenare (gipsies i engelska originalet) och beskrivs på ett diskriminerande sätt. Men då texten förändrades uppstod svårigheter för berättelsen. Det blir oklart varför Julian, Dick och Anne skulle fråga en grupp tältande ungdomar om en husvagn som passerat. I originalet frågar man om den romska flickan Jo och frågan ställs till en person i ett mindre läger med romer vilket däremot är helt förståeligt.
När Maria Källquist skrev sin mastersuppsats brevväxlade hon via mail med Kerstin Lennerthson. Hon fick då informationen att huvudsyftet med nyöversättningen var att få bort beskrivningar i böckerna av romer, som kallades zigenare. Beskrivningarna upplevdes som diskriminerande. Böckerna skulle också få mer svenska matvanor, som i den tidigare översättningen varit typiskt engelska. Att omlokalisera bokserien, som gjorts i den franska översättningen av Enid Blytons Femböcker påverkar en berättelse på många olika sätt. Det ville man inte göra vid den svenska nyöversättningen. Kerstin Lennerthson berättade att Katarina Taikon på förlaget stod för kravet ta bort fördomsfulla beskrivningar ur femböckerna. Lennerthsons uppgift var att nyöversätta böckerna, ta bort zigenare ut texten och fräscha upp svenskan. Med stöd av redaktionen på förlaget försvenskades delar av böckerna och särskilt de brittiska måltiderna försvenskades. Lennerthson berättar att Enid Blytons böcker ansågs sakna litterärt värde. De var förbrukningsvaror som seriealbum. Bearbetningen av texten kunde göras utan hänsyn till den ursprungliga texten.
Enid Blytons femböcker på franska har förflyttat handlingen från England till franska Bretagne. En sådan omlokalisering som kraftigt påverkar boken var inte aktuell vid den svenska nyöversättningen. Vid översättning av litterärt värdefulla verk försöker man göra en fullständig översättning utan förändrat språk, stil eller sakligt innehåll, men sådana hänsyn var inte aktuella i detta fallet.
Antalet ord i boken minskades kraftigt vid nyöversättningen av Fem går i fällan. Det engelska originalet innehöll 41 790 ord och den första svenska översättningen hade 44 707 ord alltså fler ord än originalet. Det är vanligt att svenska översättningar av engelska ger fler ord på grund av språkens olikheter. Men nyöversättningen hade bara 35 160 ord. Antalet ord minskades med mer än femton procent alltså en väsentlig skillnad. Meningarna blev kortare med färre ord och antalet långa ord minskade när texten anpassades till målgruppen. Antalet långa ord i nyöversättningen ligger också under medeltalet för ungdomsböcker.
Förhållandet mellan kokerskan Joan och barnen ändras i nyöversättningen. Joan är i äldre översättning anställd kokerska, och i den nya översättningen som förflyttar bokens handling till en mer modern tid är Joan (Johanna) en kvinna som passar barnen då föräldrarna är borta. När Joan inte är anställd av familjen försvinner klasskillnaden i boken. Barnen tillhör inte längre arbetsgivarfamiljen med överordnad ställning. Det försvårar för läsaren att förstå varför en vuxen kvinna skulle låta en tonåring själv fatta viktiga beslut och rätta sig efter barnets beslut.
I femböckerna beskrivs ofta måltider och dessutom ingående. Det ständiga ätandet som beskrivs i böckerna har förklarats av en del som att det skulle hänga ihop med att de första böckerna är skrivna under andra världskriget. Under denna tid rådde matbrist och tillvaron i Storbritannien var fylld av en massa problem. Det liv som beskrivs i böckerna kan därför tolkas som ett "ideal" under 1940-talet. I nyöversättningarna försvenskades måltiderna. Tebordet blir matbordet scones och kakor blir bullar och sockerkaka.
Vad som försvunnit i texten vid bokens förkortning varierar. Den inre monologen, personernas funderingar och kommentarer om händelser och andra karaktärer har ofta tagits bort. Skildringar om miljön har likaså ofta tagits bort. Längre beskrivningar har försvunnit eller förkortats. Detta påverkar inte handlingen i boken men det minskar beskrivningar av miljön, tidstypiska drag försvinner och även personernas karaktärer påverkas. Förenklingarna av språket förändrar också textens struktur. Med hjälp av förändringar har texten gjorts mer lättillgänglig och mer handlingsinriktad. Resultatet av förkortningen av texten var att det som lämnas kvar för handlingen framåt, vilket ger mer action. Det händer saker hela tiden. Det är i enlighet med att skriva lättläst litteratur för personer med lässvårigheter. En spännande intrig som fångar läsaren. Dessa drag syns tydligt i nyöversättningen där texten förkortas för att anpassas till målgruppen.
I boken Fem på tjuvjakt blir nedkortningarna av detta slag tydliga. De 30 första sidorna har förkortat några avsnitt där Anne inre monolog ger en bild av hur mycket hon tycker om att sköta hushållet. Man anar en viss kritik av George och pojkarna. Historien hänger ihop utan de avsnitten. Förkortningarna var troligen orsakade också av en anpassning i tiden. Flickan Anne passade helt enkelt inte som ideal för svenska flickor när förvärvsarbetande kvinnor skulle ersätta hemmafruar. Annes personlighet som kontrast till George var en viktig del av karaktärerna i boken. Annes stortrivs med uppgifterna och att de får henne att ta ansvar och känna sig stolt.
Källquist frågar i slutet av uppsatsen hur länge Blytons berättelser kan leva vidare. Kommer de sluta läsas när den första generationens läsare slutar påverka sina barn? En kraftig modernisering av texten fungerar troligen inte. Det är enklare att skriva nya berättelser. Hon menar att ger man ut Femböckerna fler gånger bör man trycka den första svenska översättningen närmast originalet, och skriva ett förklarande förord. Källquist anser trots sin kritik att Kerstin Lennerthson gjorde ett gott arbete med texten. Hon rättade till det som hon anlitats för att göra. Främst fick hon bort de diskriminerande beskrivningarna.
Källquist skriver att det inte är barnen som efterfrågar Enid Blytons böcker utan deras föräldrar (omdömet gjort 2012). Det är oklart om Källquist har något vetenskapligt stöd för det påståendet. Under 1970-talet fanns oftast inte böckerna på biblioteken utan hade sorterats ut, men de fortsattes att läsas. Enligt undersökningar 1994 var Enid Blyton fortfarande mycket populär hos barnen. Böckerna gavs ut på nytt på svenska 2004 femtio år efter att bokserien första gången gavs ut på svenska. Det är ju troligt att när böckerna har blivit TV-serier har det påverkat såväl bokutgivning som barnens läsning av böckerna men läsarundersökningen 1994 påverkades ju inte av TV-serien från 1995. Enid Blytons serie om Mallory Towers översattes bara med två böcker på 1950-talet men alla sex böckerna har getts ut som ljudböcker 2024 samtidigt som TV-serien har sänts på svensk TV.
Källquist menar att Enid Blyton inte uppsåtligen etniskt diskriminerade romer eller andra folkgrupper. Blyton var formad av sin tid. Om man menar att skildringen var rasistisk var Blyton inte ensam dessa tankar. Då hon väljer sina skurkar som är romer och andra utanför samhället var allmänt accepterat på den tiden. Då hon eftersträvade spännande berättelser förenklade hon för de unga läsarna att urskilja berättelsens skurkar. Källquist tar avstånd från de etniskt diskriminerande värderingar som framkommer i boken men hon menar att de finns i berättelsen för att det är värderingar som var allmänt utbredda i det engelska och även i det svenska samhället.

## Utgivna böcker
Nedan listas den svenska utgivningen och originalutgivningen på engelska i en sorteringsbar lista. Sammanlagt kom 21 titlar i serien ut som skrivits av Enid Blyton. Det finns en genomgång av alla upplagor på svenska med foton på utsidor och uppgifter om när de kom ut, dessutom med kommentarer.
| Svensk titel:           | Svensk utgåva: | Originaltitel:               | Original- utgåva: |
| ----------------------- | -------------- | ---------------------------- | ----------------- |
| Fem söker en skatt      | 1954           | Five on a treasure island    | 1942              |
| Fem på nya äventyr      | 1955           | Five go adventuring again    | 1943              |
| Fem på rymmarstråt      | 1955           | Five run away together       | 1944              |
| Fem på smugglarjakt     | 1955           | Five go to smugglers top     | 1945              |
| Fem på tjuvjakt         | 1955           | Five go off in a caravan     | 1946              |
| Fem räddar en hemlighet | 1956           | Five on Kirrin Island again  | 1947              |
| Fem stoppar spöktåget   | 1956           | Five go off to camp          | 1948              |
| Fem i knipa             | 1956           | Five get into trouble        | 1949              |
| Fem går i fällan        | 1957           | Five fall into adventure     | 1950              |
| Fem på fotvandring      | 1957           | Five on a hike together      | 1951              |
| Fem följer ett spår     | 1957           | Five on a secret trail       | 1956              |
| Fem befriar en fånge    | 1958           | Five have a wonderful time   | 1952              |
| Fem reser till havet    | 1958           | Five go down to the sea      | 1953              |
| Fem och kidnapparna     | 1959           | Five have plenty of fun      | 1955              |
| Fem befriar flygarna    | 1959           | Five go to Billycock Hill    | 1957              |
| Fem på mystiska heden   | 1960           | Five go to mystery moor      | 1954              |
| Fem i fara              | 1960           | Five get into a fix          | 1958              |
| Fem gör ett fynd        | 1961           | Five on Finniston farm       | 1960              |
| Fem och sjörövarskatten | 1962           | Five go to Demon's rock      | 1961              |
| Fem löser en gåta       | 1963           | Five have a mystery to solve | 1962              |
| Fem tillsammans igen    | 1964           | Five are together again      | 1963              |

## Fortsättningsböcker, film och TV och andra anpassningar
Femböckerna har fått flera uppföljare skrivna av andra författare efter Enid Blytons död. Två exempel är de till svenska översatta Fem på spionbal samt Fem och slottsmysteriet skrivna av den franska författarinnan Claude Voilier.
Böckerna har filmats flera gånger; i Storbritannien, Danmark och på 2010-talet i Tyskland. Femböckerna har också blivit TV-serie två gånger; den senaste versionen, från 1996, har visats i svensk TV.

### Ljuddrama
Hodder Headline producerade i slutet av 1990-talet ljuddramer på engelska, som publicerades på ljudkassett och CD. Alla 21 avsnitt av originalböckerna dramatiserades.
De 21 originalberättelserna av Enid Blyton släpptes på 1970-talet som Fünf Freunde ljuddramer även i Tyskland. Talarna var de tyska dubbningsartisterna för Gallagher, Thanisch, Russell och Harris, huvudrollsinnehavarna i den första TV-serien.
Sedan kom uppföljande berättelser, som inte var skrivna av Blyton. och de var betydligt mer moderna actionorienterade berättelser. Berättarna ersattes då av yngre barn, eftersom man ansåg att de äldre rösterna lät för mogna. Förutom de ursprungliga Blyton-böckerna har ytterligare över 100 berättelser publicerats som radiopjäser och mer än 30 böcker som skiljer sig från radiopjäserna i Tyskland. De är baserade på originalkaraktärerna, men skrevs av olika tyska författare.

### Teater
En musikal från 1997 gjordes för att fira 100-årsjubileet av Enid Blytons födelse med titeln The Famous Five. När den släpptes på DVD hette den The Famous Five – Smuggler's Gold – The Musical. En helt ny musikalversion hade premiär på Tabard Theatre den 8 december 2009 och spelades fram till den 10 januari 2010.

### Spelböcker
Två uppsättningar spelböcker i av samma slag som Choose Your Own Adventure har publicerats. Dessa böcker innebär att man läser ett avsnitt i tryck, och väljer alternativ av flera som man följer. De olika alternativen har olika sidnummer. Den första serien av spelböcker, skrevs av Stephen Thraves, och innehöll berättelser bara löst baserade på originalböckerna. De gavs ut i plastfodral liknande plånböcker med tillbehör som kartor, tärningar och kodböcker. Spelböckerna av Stephen Thraves hade följande rubriker:
1. The Wreckers' Tower Game, baserat på Fem reser till havet
2. The Haunted Railway Game, baserat på Fem stoppar spåöktåget
3. The Whispering Island Game, baserat på Fem löser en gåta
4. The Sinister Lake Game, baserat på Fem på fotvandring
5. The Wailing Lighthouse Game, baserat på Fem och sjörövarskatten
6. The Secret Airfield Game, baserat på Fem befriar flygarna
7. The Shuddering Mountain Game, baserat på Fem i fara
8. The Missing Scientist Game, baserat på Fem befriar en fånge

Den andra serien, skrevs av Mary Danby, hade den engelska titeln "The Famous Five and You".  Dessa bestod av förkortade versioner av originaltexten, med ytterligare text för de alternativa vägarna för berättelsen. Böckerna i denna serie baserades på de sex första ursprungliga Fem-böckerna:
1. Fem och du söker en skatt !
2. Fem och du på nya äventyr!
3. Fem och du på rymmarstråt !
4. Fem och du på smygglarjakt !
5. Fem och du lpå tjuvjakt !
6. Fem och du räddar en hemlighet !

### Serier
En serie i veckan baserad på TV-serien från 1978 publicerades i tidningen Look-in från 1978 till 1980.
Mellan 1982 och 1986 släpptes sex seriealbum i Frankrike under franska titeln Le Club des Cinq. De flesta av serierna var baserade på Claude Voiliers Fem-böcker. De tre första av dessa serievolymer har också getts ut på engelska, under engelska namnet Famous Five.  En titel var Famous Five and the Golden Galleon. Den berättelsen handlade om ett sjunket skepp som var lastat med guld. I berättelsen Famous Five and the Treasure of the Templars visade det sig att Kirrin Castle faktiskt var ett slott för tempelriddare. Slottet gömde deras skatt. Sista berättelsen var Famous Five and the Inca God som handlade om stölden av ett inkaföremål på ett antikvitetsmuseum.
Från september 1985 publicerades en gång månaden titlar i form av serie i Enid Blyton's Adventure Magazine. Varje nummer publicerade en illustrerad serieberättelse i full längd som anpassats efter fem-böcker Utgivningen upphörde på 1990-talet.